# مستشفى الرازي (تونس)
مستشفى الرازي، هو مستشفى للأمراض العقلية، يوجد بمنوبة غربي مدينة تونس.
- نص الأمر العلي الصادر في 5 فيفري/شباط 1879 على تخصيص خمسين سريرا بالمستشفى الصادقي للمصابين بالأمراض العقلية.
- وفي سنة 1911 وقع بعث قسم الأعصاب بالمستشفى المدني الفرنسي بهدف استقبال بعض الفرنسيين في انتظار نقلهم إلى فرنسا.
- وفي 20 ماي/أيار 1924 صدر أمر علي ببعث مستشفى للأمراض العقلية بمنوبة، وقد فتح الفعل سنة 1931، وكان يحتوي آنذاك على ثلاثة أجنحة بها 60 سريرا، وتطور هذا العدد إلى أكثر من ستمائة سرير.
- وفي سنة 1960 أطلق على هذا المستشفى اسم الطبيب الرازي.
- يحتل مستشفى الرازي أرضا فلاحية تمسح 42 هكتارا.